# Melanophryniscus dorsalis
Melanophryniscus dorsalis là một loài cóc thuộc họ Bufonidae.
Đây là loài đặc hữu của Brasil.
Môi trường sống tự nhiên của chúng là vùng cây bụi ẩm khu vực nhiệt đới hoặc cận nhiệt đới, đầm nước ngọt có nước theo mùa, và vùng bờ biển cát.
Chúng hiện đang bị đe dọa vì mất nơi sống.

## Hình ảnh

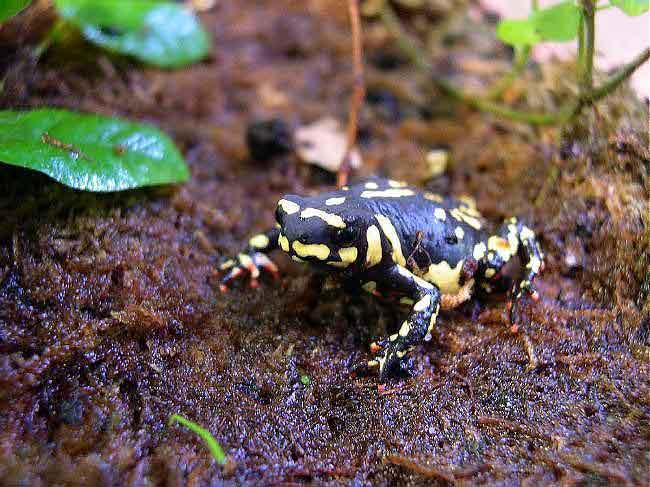
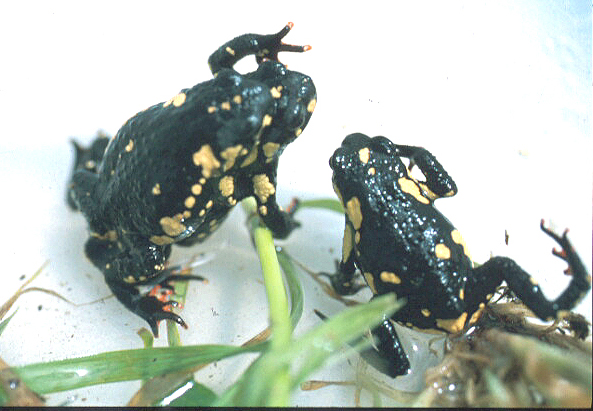
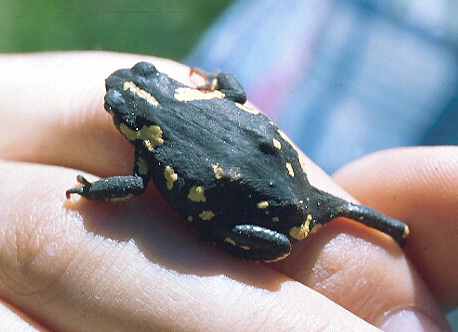